# Humberto Navarro
Hugo Humberto Navarro Anaya (León, Guanajuato, 19 de abril de 1943) es un productor de televisión mexicano.

## Biografía
En 1960 comenzó a relacionarse en el mundo de la televisión trabajando como asistente en la agencia de publicidad D'ARCY, compañía patrocinadora de programas de radio y televisión. Un año después fue designado asistente del programa Cómicos y canciones, donde participaron Gaspar Henaine «Capulina» y Marco Antonio Campos "Viruta".[cita requerida]
Gracias a su constancia, tenacidad y deseos por salir adelante, dejó de ser asistente para convertirse en director de Cómicos y canciones. En 1969 fundó su propia compañía productora de televisión, con el nombre «Navarro y Asociados». A partir de entonces comenzó a producir programas cómicos como Ensalada de Locos. Gracias a este programa, se convirtió en productor de planta en Telesistema Mexicano, que más tarde se convertiría en Televisa, donde se relacionó con escritores como Manuel Rodríguez Ajenjo y Antonio Ferrer, con quienes realizó varios programas cómicos.[cita requerida]
Su programa más exitoso fue La carabina de Ambrosio, producido entre 1978 y 1987, donde participaron cantantes y comediantes como César Costa, Xavier López "Chabelo", Alejandro Suárez, Roberto Ramírez Garza «Beto el Boticario», Benito Castro, Judith Velasco Herrera, Gina Montes, Jorge Alberto Riancho y Gualberto Castro, entre otros. En este mismo programa Navarro personificó a la Pájara Peggy, una chiquilla de 15 años que siente admiración por un ídolo musical, César Costa.[cita requerida]
En 1980 fue nombrado vicepresidente de Producción en Televisa, por lo que tuvo que abandonar el personaje de la Pájara Peggy y se buscó un nuevo actor que continuara con el linaje del personaje. Ese actor fue Moisés Suárez Aldana.[cita requerida]

## Productor ejecutivo
- Nosotros los Gómez (1987-1989)
- Las solteras del 2 (1987-1988)
- Hospital De La Risa (1986-1988)
- Cosas de Casados (1984-1986)
- Chiquilladas (1982-1989)
- Mis Huéspedes (1980-1982)
- La carabina de Ambrosio (1978-1987)
- Mi secretaria (1978-1986)
- Hogar Dulce Hogar (1974-1984)
- El Show del Loco Valdés (1972-1974)
- El Show de Alejandro Suárez (1972)
- Ensalada de Locos (1970-1973)

### Premios TVyNovelas
| Año  | Categoría             | Programa                | Resultado |
| ---- | --------------------- | ----------------------- | --------- |
| 1986 | Mejor programa cómico | La carabina de Ambrosio | Ganador   |